# Maison de Fels
 (mai 2020).

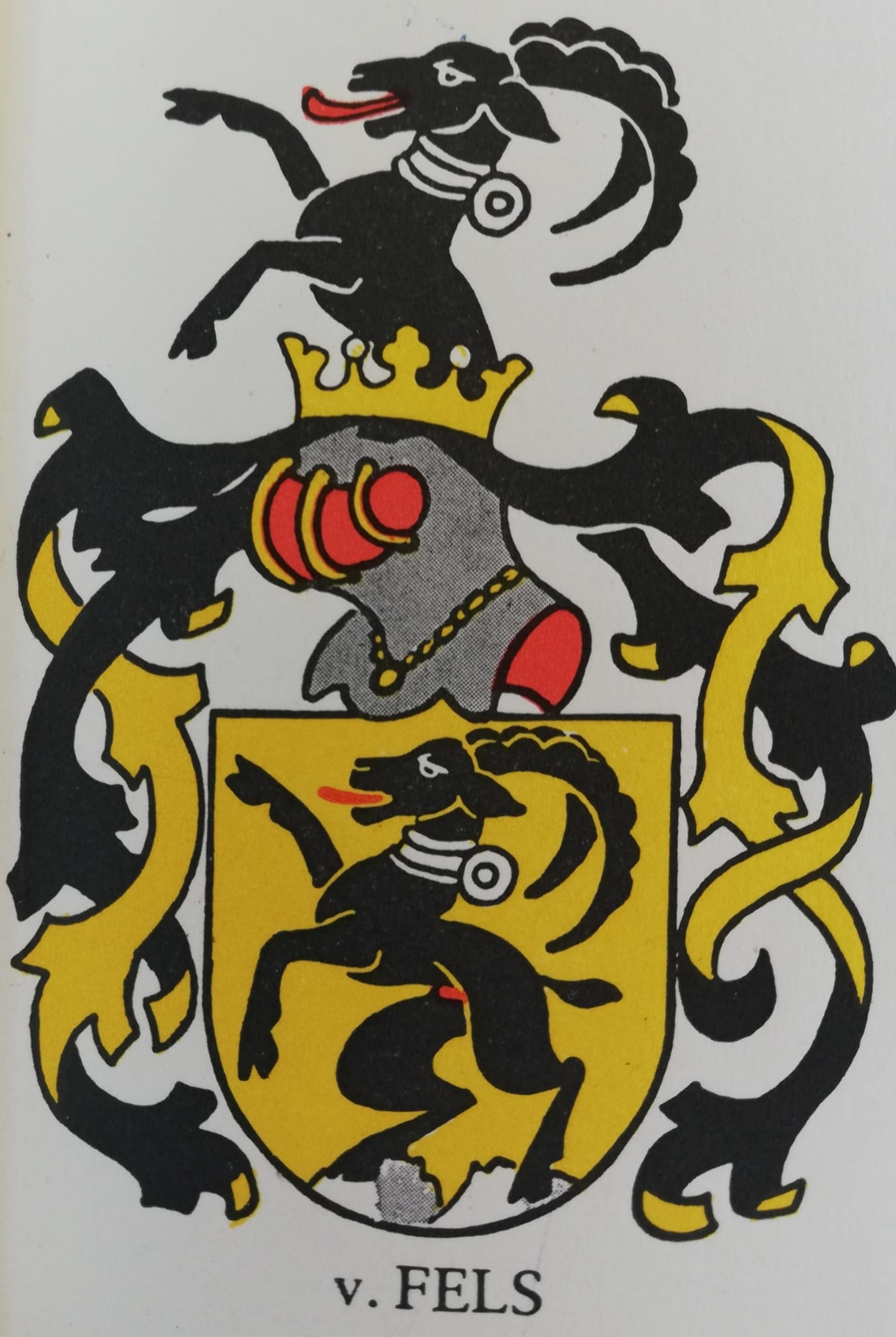
Armoiries de la famille von Fels

La Maison de Fels ou famille von Fels est une branche provenant de la famille Clapey  et originaire du val d'Aoste, ayant été anoblie en 1595 et 1603. Ayant eu un important rôle dans le commerce de toile à Saint-Gall, il lui valut une montée en popularité rapide. La plupart des membres de la famille était des artistes, des médecins, des Ecclésiastique ou des hommes politiques suisses comme Kaspar von Fels.
Une fondation de la famille fut fondée en 1630.

## Anoblissement de la famille

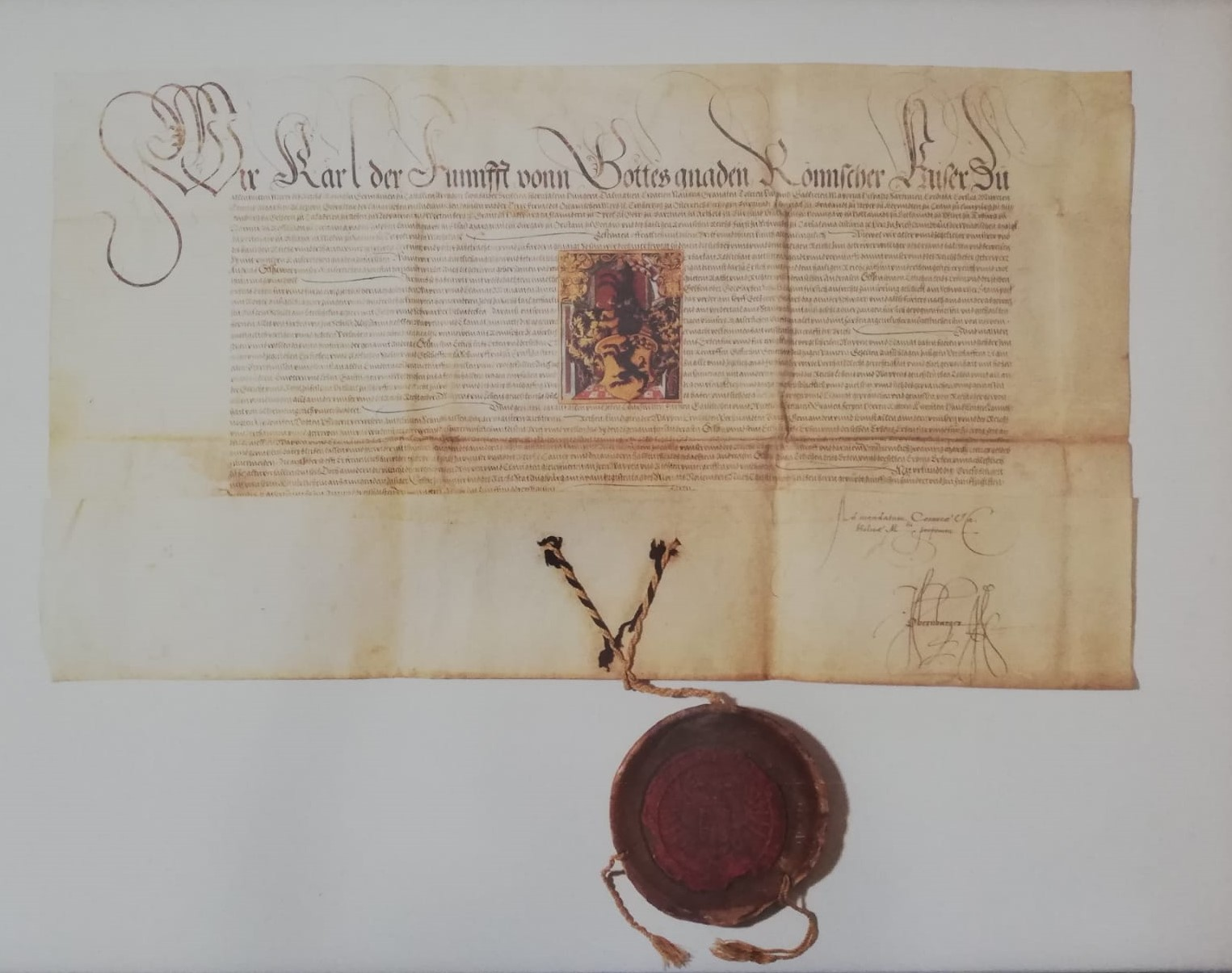
Traité d'anoblissement de la famille von Fels

La famille était autre fois du Tiers état puis fut anoblie en 1595 et 1603 par un électeur du Saint-Empire romain germanique.

## Lieu éponyme
À Saint-Gall on peut y trouver une rue qui portent le nom de la famille qui est la ''Felsenstrasse''.